# Dactylochelifer monticola
Dactylochelifer monticola är en spindeldjursart som beskrevs av Beier 1960. Dactylochelifer monticola ingår i släktet Dactylochelifer och familjen tvåögonklokrypare. Inga underarter finns listade i Catalogue of Life.